# Krematorium v Mělníce
Krematorium v Mělníce se nachází severozápadně od centra města v lokalitě Na Ráji.

## Popis
Krematorium nemá vlastní obřadní síň, slouží ke kremacím pro obřadní síně ostatních měst včetně Prahy. Obklopuje jej pozemek koncipovaný pouze jako rozptylová loučka, bez náhrobků a bez urnových hrobů. Krematorium opět od 1. dubna 2022 zcela provozuje obec prostřednictvím Technických služeb města Mělníka.
Severně od krematoria se nachází malý místní hřbitov Na Ráji s kaplí.